# 新知郡
- 令制国一覧 > 北海道 (令制) > 千島国 > 新知郡
- 日本 > 北海道 > 根室支庁 > 新知郡

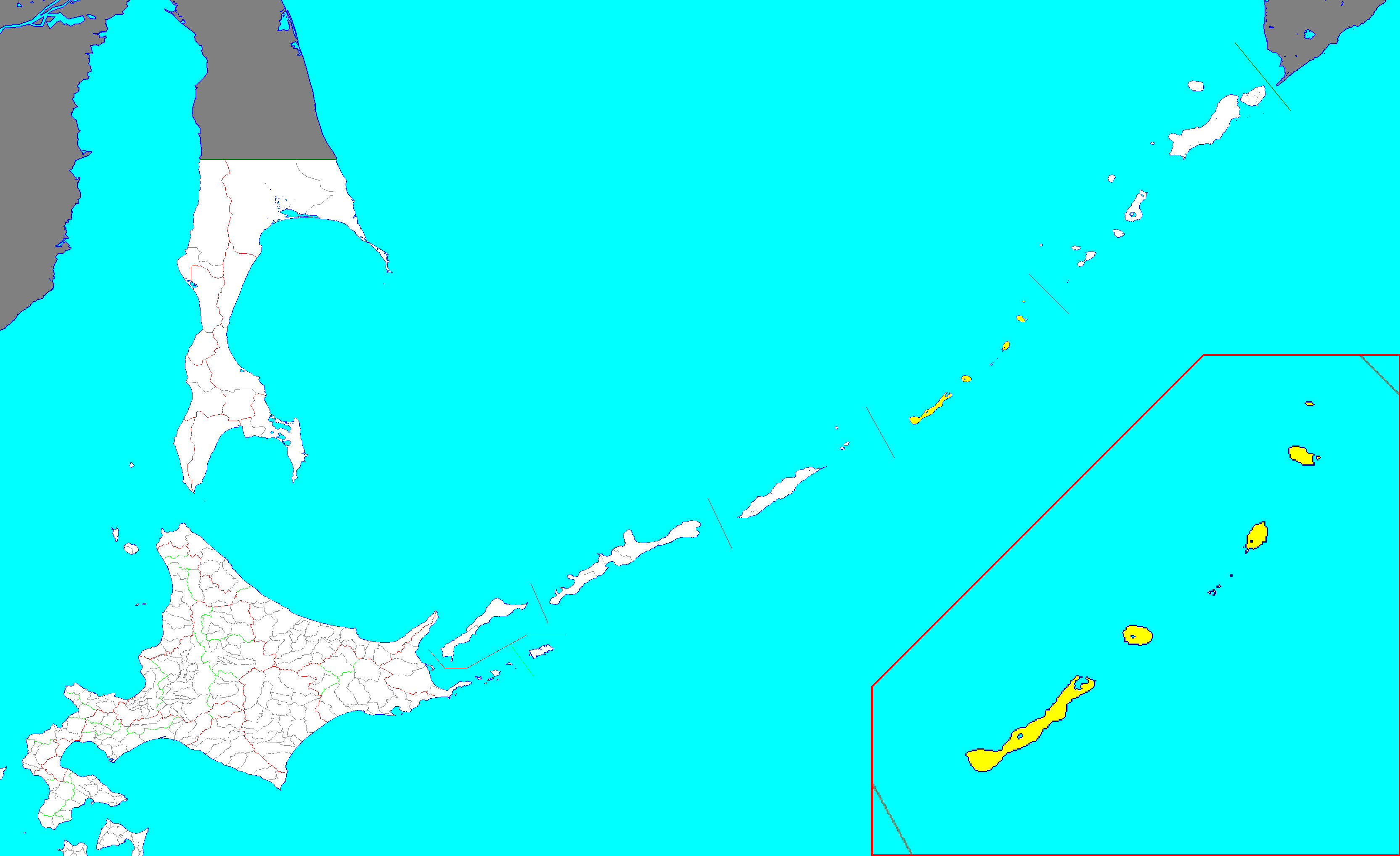
北海道新知郡の位置（黄：発足時）

新知郡（しむしるぐん、しんしるぐん）は、北海道（千島国）根室支庁にあった郡。
人口82人（1940年）、面積554.75km²。
当該地域の領有権に関する詳細は千島列島#領土問題の項目を参照。

## 概要
全域が千島列島中部の島嶼で構成され、町村制が施行されなかったため所属町村はない。2010年まで日本の一部法令に名称だけが残存していた。
郡全域が農林省の養狐事業地および臘虎膃肭獣猟獲取締法による海獣保護地域で民間人渡航禁止のため、定住者はなかった。
新知島西部の新知が中心的な拠点で、農林省関係者が滞在・越年していたが人数は限られた。国勢調査によると、昭和15年の82名が最大となっている。

## 郡域
1876年（明治9年）から2010年（平成22年）まで変更なし（並び順は北から）。
- 牟知海峡（ムシル海峡。牟知列岩と雷公計島との間の海峡。新知郡の北限） - 別名Kruzenshtern海峡（クルーゼンシュテルン海峡）、最大水深1,900m

- 雷公計島（ライコケ島）
  - 松輪海峡（マツワ海峡。雷公計島と松輪島との間の海峡）
- 松輪島（マツワ島）
  - 羅処和海峡（ラスシュア海峡。松輪島と羅処和島との間の海峡）
- 羅処和島（ラスシュア／ラスシュヤ島）
  - 摺手海峡（スレドネワ海峡。羅処和島と宇志知島との間の海峡）
- 摺手岩（スレドネワ島）
- 宇志知島（ウシシル島）
  - 計吐夷海峡（ケトイ海峡。宇志知島と計吐夷島との間の海峡）
- 計吐夷島（ケトイ島）
  - 新知海峡（シムシル海峡。計吐夷島と新知島との間の海峡）
- 新知島（シムシル島）
  - 北得撫水道（ブッソル海峡。新知島と得撫島との間の海峡のうち、知理保以島の北側。新知郡の南限。最大水深2,200mと千島列島で最も深い）

## 沿革
- 明治9年（1876年）1月14日 - 新知郡が設置され、千島国の所属となる[2]。
- 明治10年（1877年） - 条約附録に従い、新知島にあった千島アイヌの村落がロシア領に移転し、郡内は無人となる[3]。
- 明治12年（1879年）7月23日 - 郡区町村編制法の北海道での施行により、行政区画としての新知郡が発足。
- 明治13年（1880年）7月 - 根室郡外八郡役所（根室花咲野付標津目梨国後得撫新知占守郡役所）の管轄となる。
- 明治15年（1882年）2月8日 - 廃使置県により根室県の管轄となる。
- 明治18年（1885年）1月 - 根室郡外九郡役所（根室花咲野付標津目梨国後得撫新知占守色丹郡役所）の管轄となる。
- 明治19年（1886年）
  - 1月26日 - 廃県置庁により北海道庁根室支庁の管轄となる。
  - 2月 - 根室支庁が廃止。
- 明治30年（1897年）11月5日 - 郡役所が廃止され、根室支庁の管轄となる。
- 大正5年（1916年）ラッコ、オットセイの狩猟が禁止され、農水省による越年が得撫郡と併せて6ヶ所13人で開始[4]。
- 昭和15年（1940年） - このころ松輪島南東部に海軍飛行場の建設が始まる。
- 昭和19年（1944年） - 松輪島の守備隊が増強され、天蓋山の司令部のもと最大7 - 8千名が駐屯。大部分は翌年に内地転用となり、移動中に撃沈される例が相次いだ[5]。また、国勢調査の人口に、守備隊は含まれていない。
- 昭和20年（1945年）9月2日 - 日本政府が降伏文書に調印、同時に一般命令第1号により、ソ連占領下となる。
- 昭和21年（1946年）
  - 1月29日 - GHQ指令第677号により、日本政府の行政権が正式に停止。
  - 2月2日 - ソ連が自国領（サハリン州）に編入。
- 昭和27年（1952年）4月28日 - 日本政府がサンフランシスコ講和条約により領有権を放棄。
- 平成22年（2010年）4月1日 - 「北海道総合振興局及び振興局の設置に関する条例（平成21年3月31日公布）」[6]が施行。旧条例である北海道支庁設置条例（昭和23年9月27日 条例第44号）は、根室支庁の管轄区域を「野付郡、標津郡、目梨郡、国後郡、色丹郡、択捉郡、紗那郡、蘂取郡、得撫郡、新知郡、占守郡」としていたが、北海道総合振興局及び振興局の設置に関する条例は、根室振興局の管轄区域を「別海町、中標津町、標津町、羅臼町、色丹村、国後郡泊村、留夜別村、留別村、紗那村、蘂取村」とした。また「財務省組織規則の一部を改正する省令（平成21年10月26日 財務省令第67号）」[7]による財務省組織規則の改正（税務署の管轄区域を定める別表第九から除外）された。これらの改正により法令上も消滅[8]。

## 人口
国勢調査の結果のうち、大正14年 - 昭和10年のデータは、昭和10年の国勢調査報告による。
- 大正9年 - 12人（男8人、女4人）、世帯数7[10]
- 大正14年 - 30人
- 昭和5年 - 22人
- 昭和10年 - 32人（男17人、女15人）、定住人口34人
- 昭和15年 - 82人（男65人、女17人）、世帯数24[11]

## 行政
特記なき場合『根室・千島歴史人名事典』による。
根室郡外八郡長
| 代 | 氏名     | 就任年月日                | 退任年月日         | 備考                         |
| -- | -------- | ------------------------- | ------------------ | ---------------------------- |
| 1  | 和田正苗 | 明治13年（1880年）7月15日 | 明治18年（1885年） | 花咲郡の一部から色丹郡が分立 |

根室郡外九郡長
| 代 | 氏名     | 就任年月日                 | 退任年月日                | 備考                                   |
| -- | -------- | -------------------------- | ------------------------- | -------------------------------------- |
| 1  | 松下兼清 | 明治18年（1885年）         | 明治19年（1886年）        |                                        |
| 2  | 広田千秋 | 明治19年（1886年）12月     | 明治22年（1889年）        |                                        |
| 3  | 細川碧   | 明治22年（1889年）7月      | 明治23年（1890年）7月     |                                        |
| 4  | 高岡直吉 | 明治23年（1890年）8月11日  | 明治28年（1895年）12月3日 |                                        |
| 5  | 林悦郎   | 明治28年（1895年）12月18日 | 明治30年（1897年）11月5日 | 根室郡外九郡役所を廃し根室支庁を置く。 |